# 藍嶺號兩棲指揮艦

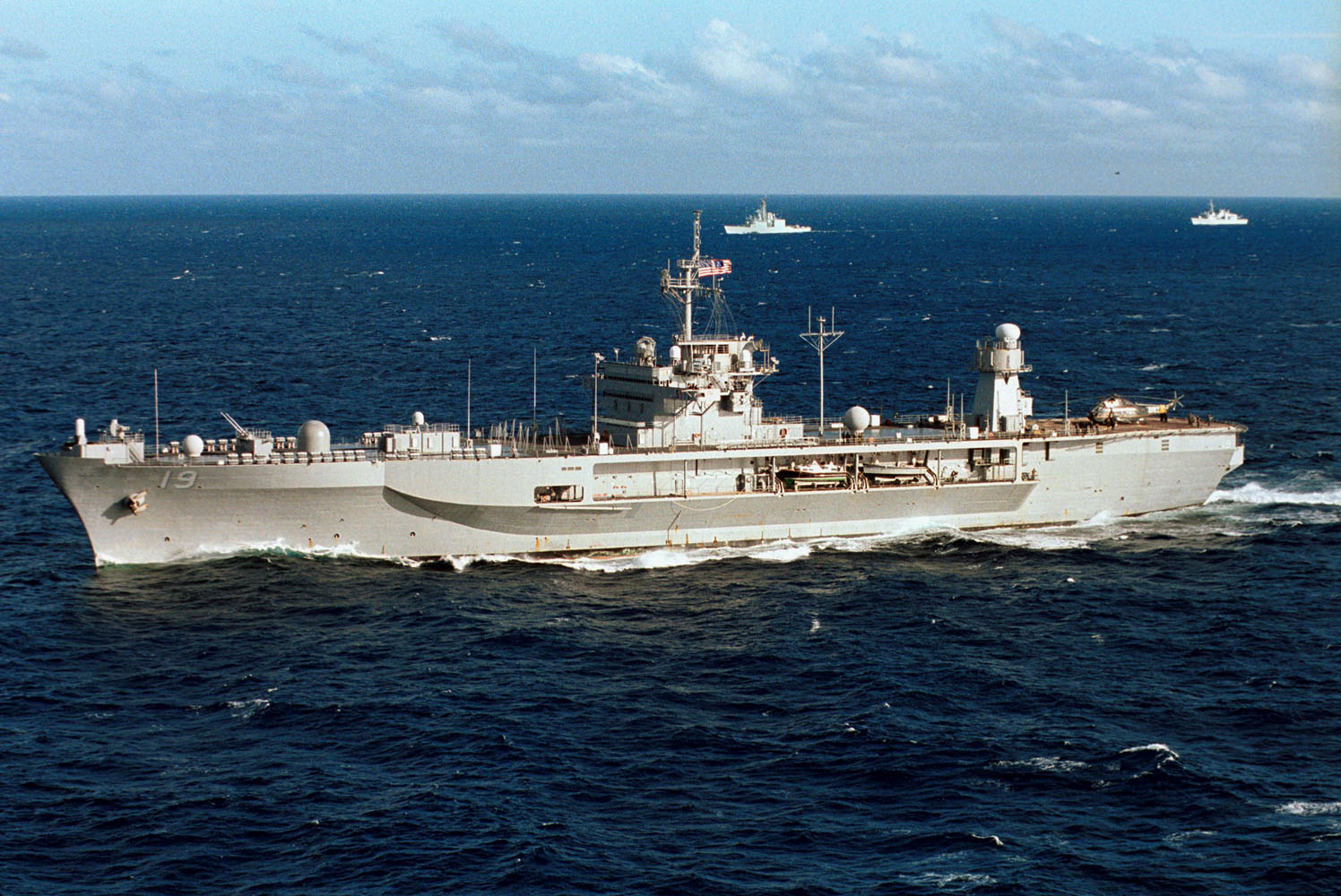
美國海軍第七艦隊旗艦藍嶺號兩棲作戰指揮艦。

藍嶺號兩棲作戰指揮艦（英語：USS Blue Ridge LCC-19）是一艘隸屬於美國海軍的兩棲作戰指揮艦，於1967年興建，於1970年起服役，為藍嶺級兩棲指揮艦的一號艦，也是美國海軍歷史上第三艘以藍嶺山脈命名的軍艦及第二艘同名的兩棲作戰指揮艦，自1979年起，被前線部署（forward deployment）在日本橫須賀，擔任美國海軍第七艦隊旗艦。
藍嶺號長約194米，寬約33米，最大航行速度為23節，排水量達逾1萬9千噸。

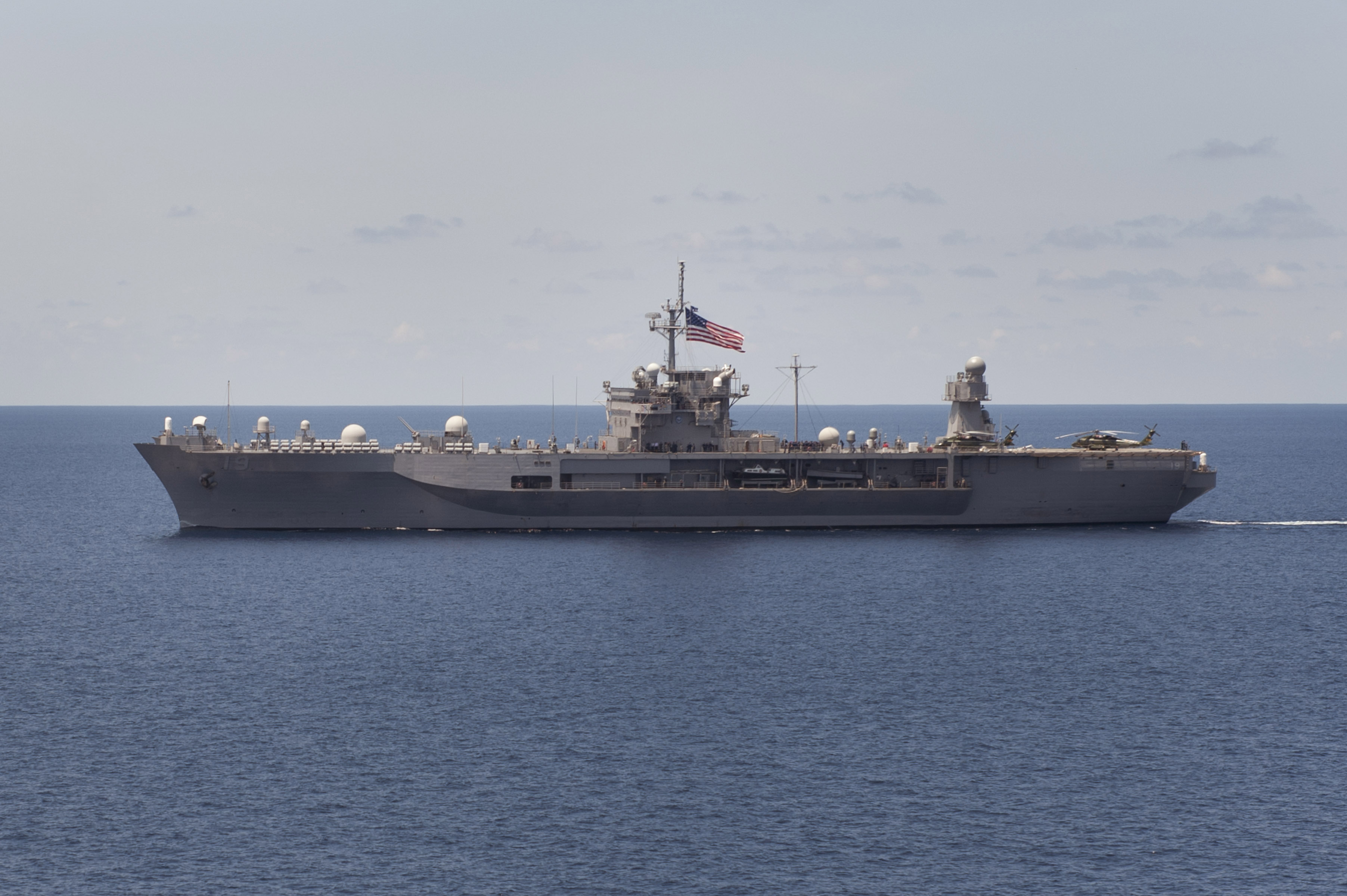
藍嶺號，攝於2012年

## 外部連結
- 藍嶺號官方網站 （页面存档备份，存于）（美國海軍）（英文）